# Adam Paulsen

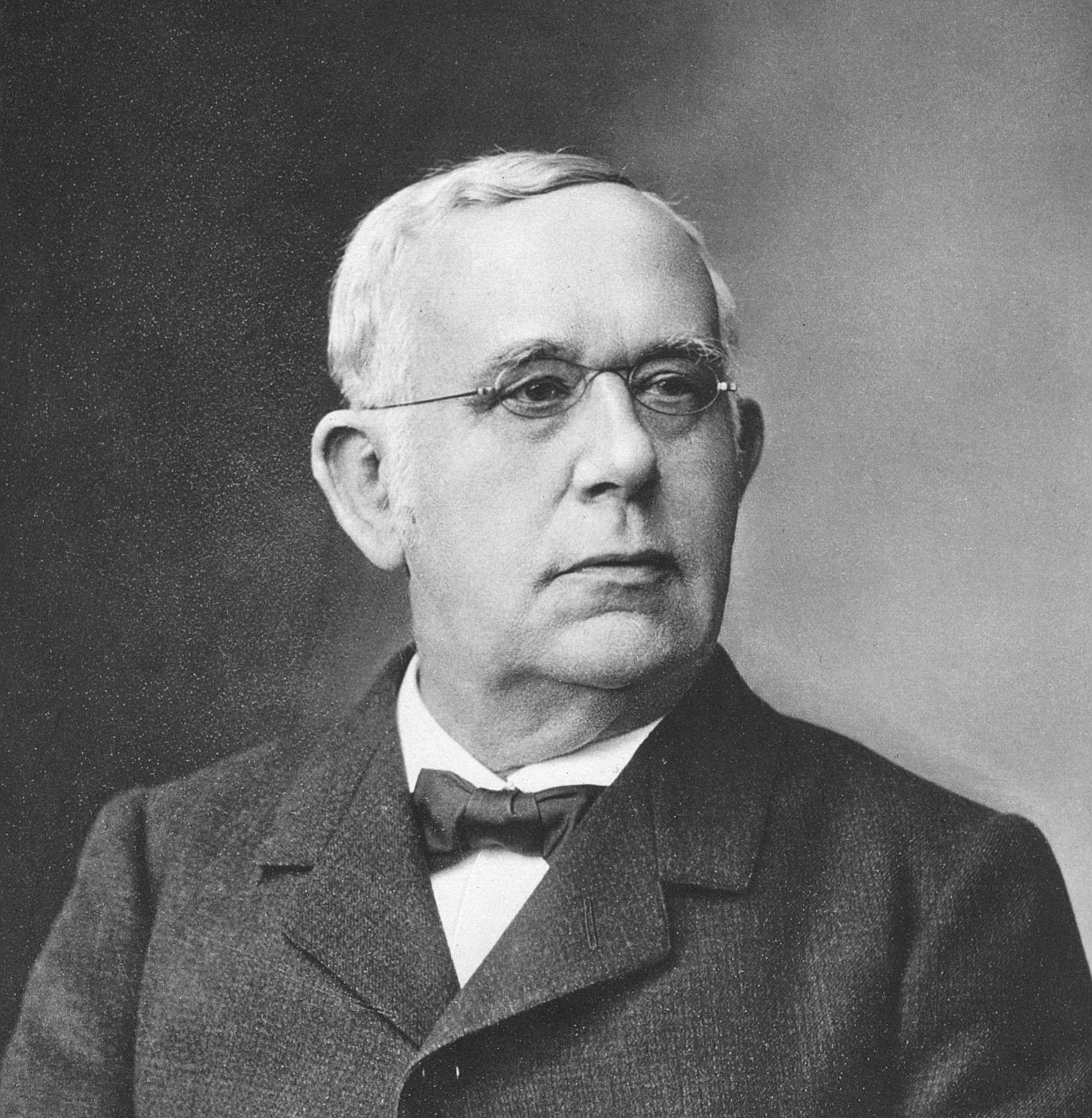
Adam F. W. Paulsen

Adam Frederik Wivet Paulsen, född den 2 januari 1833 i Nyborg, död den 11 januari 1907, var en dansk meteorolog.
Paulsen blev 1884 föreståndare för Köpenhamns meteorologiska institut, vars verksamhetsområde han utvidgade till att omfatta även jordmagnetiska observationer. Själv företog Paulsen omfattande undersökningar av jordmagnetismen, varvid han bland annat upptäckte den ovanligt starka magnetiska perturbationen på Bornholm. Paulsen var en av de första, som ville förklara norrskenet som framkallat av elektroner, som kommit under inflytande av det jordmagnetiska fältet.